# Leslie Plummer
Sir Leslie Arthur Plummer (* 2. Juni 1901 in Demerara, British Guyana; † 15. April 1963 in New York City) war ein britischer Landwirtschaftsexperte, Verleger und Politiker.

## Leben
Im Jahr 1922 übernahm Plummer eine Führungsposition in der Verlagsleitung des New Leader, der Parteizeitung der sozialistisch orientierten Independent Labour Party. 1923 heiratete er Beatrice Plummer, Baroness Plummer (* 14. April 1903; † 13. Juni 1972). Er gründete The Miner und wurde zum Verlagsleiter der Daily Express Group. Im Jahr 1948 wurde er von seinem Freund John Strachey, zu dieser Zeit Ernährungsminister, zum Vorstandsvorsitzenden der Overseas Food Corporation (OFC) ernannt und im Juni 1949 zum Knight Bachelor geschlagen. Im Herbst 1949 wurden die Probleme des von der OFC betriebenen Tanganyika Groundnut Scheme offenkundig und Plummer ebenso wie Strachey von der Opposition im Unterhaus dafür verantwortlich gemacht.
Plummer trat im Mai 1950 von seinem Amt zurück. Von Oktober 1951 bis zu seinem Tode war er Parlamentsmitglied für die Labour Party.